# Herrenmühle (Schwarzenberg)

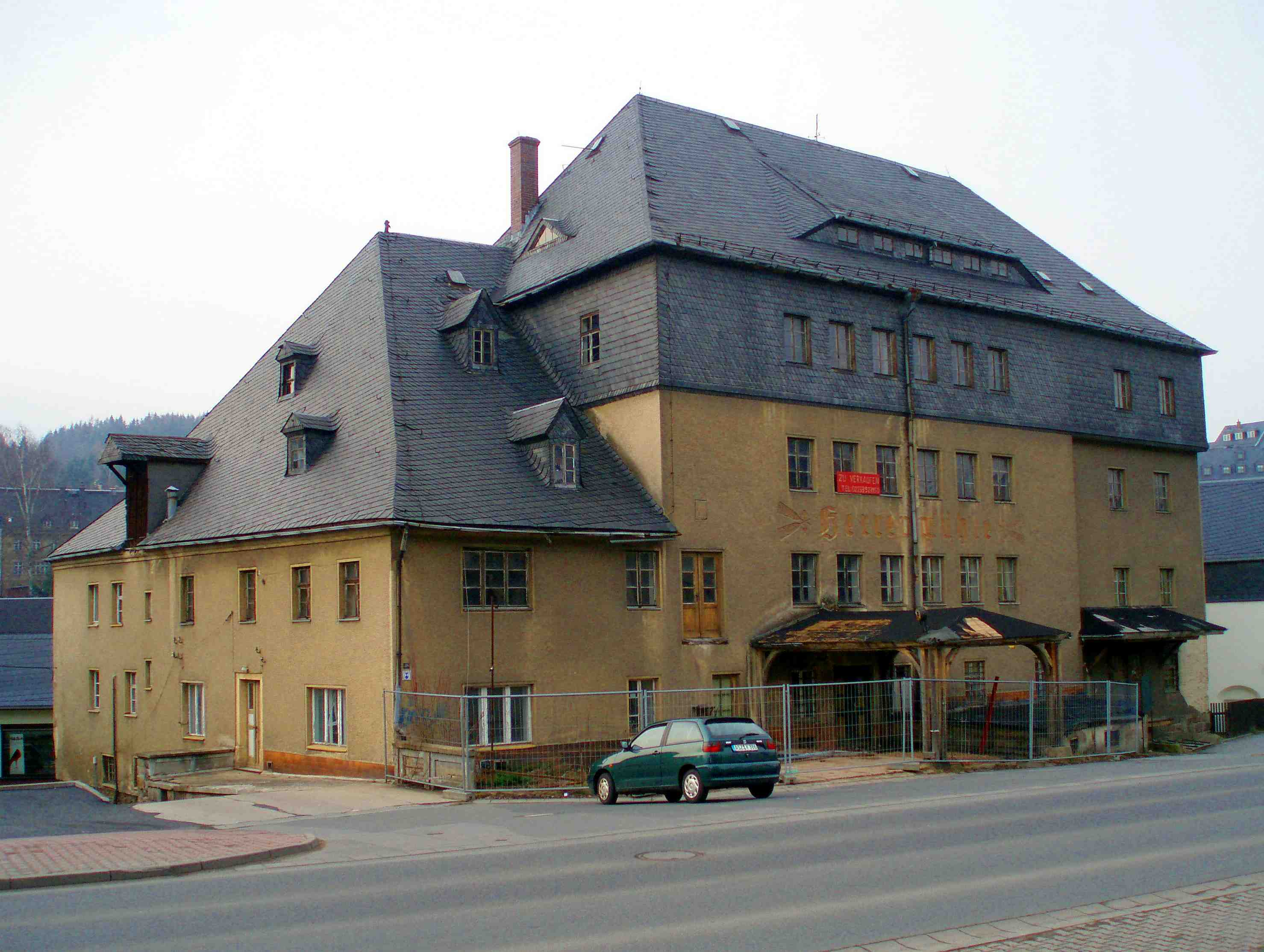
Herrenmühle: Straßenseite

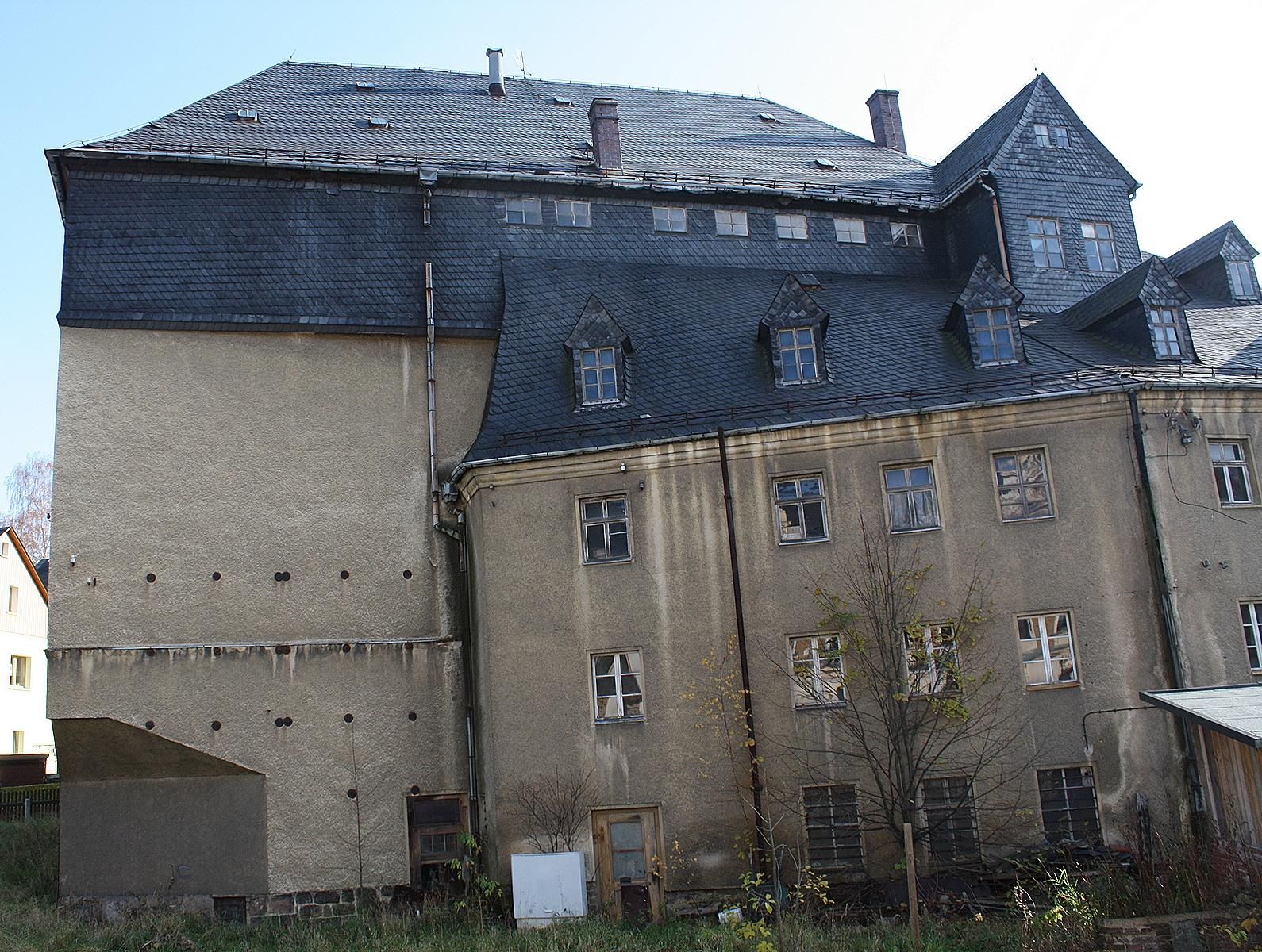
Herrenmühle: Flussseite

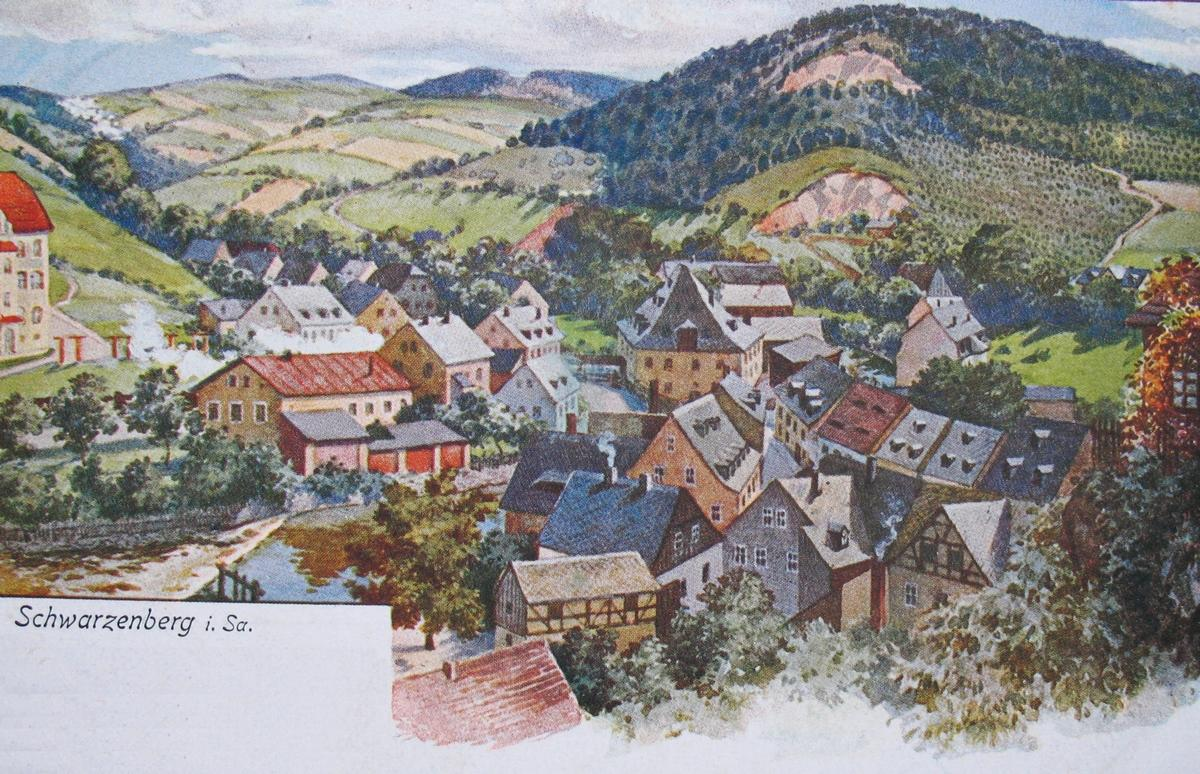
Blick zur Herrenmühle, um 1900

Die Herrenmühle war die älteste und bedeutendste Mühle der Stadt Schwarzenberg im sächsischen Erzgebirgskreis.

## Geographische Lage
Die Mühle lag am Schwarzwasser in der Vorstadt von Schwarzenberg. Neben der Mühle führt die Vorstadtbrücke über den Fluss.

## Geschichte
Die Herrenmühle war eines der ältesten Gebäude der Stadt. Sie wurde Mitte des 16. Jahrhunderts errichtet und ersetzte eine ältere Mühle auf der gegenüberliegenden Flussseite etwas weiter flussabwärts, die wahrscheinlich im Zuge der Besiedlung von Schwarzenberg angelegt worden war und nun wegen Baufälligkeit und veralteter Technik außer Betrieb gesetzt wurde. Nachdem sie einige Jahre wüst gestanden hatte, kaufte sie 1564 der Gerber Endres Schwendter, der sie zu einer Lohmühle umbaute. 1549 wurden die neue Herrenmühle für 157 Schock und ein neuer Mühlgraben errichtet. Das steinerne Untergeschoss wurde zu großen Teilen aus Flusssteinen des Schwarzwassers gebaut. Der obere Teil wurde in Fachwerkbauweise ausgeführt.
Der Name der Mühle deutet darauf hin, dass sie Dominialgut war. Die Herrenmühle war mit dem Mahlzwang ausgestattet und besaß die Backgerechtigkeit. Sie mahlte zwangsweise für die Orte Bermsgrün, Crandorf, Rittersgrün und Breitenbrunn, die sich später durch das Anlegen eigener Mahlgänge, unter anderem in den neu entstandenen Hammerwerken, vom Mahlzwang befreiten. Seit mindestens 1866 wurde in der Mühle auch gebacken. In diesem Jahr wurden Backöfen in das Gebäude eingebaut.
Die äußere Form der Mühle wurde mehrfach verändert. Das Hauptgebäude bestand zunächst nur aus einem Wohn- und Schlafraum für die Müllerfamilie und dem Mühlwerk. Ein Schweine- und ein Kuhstall befanden sich daneben. Bei einem Brand 1673 wurde die Mühle vollständig zerstört und durch den Stadtbrand 1709 wurde sie erneut beschädigt. 1883 erhielt die Mühle einen Eisenbahnanschluss. Die Grundfläche des Gebäudes wurde durch einen Anbau an der Nordwand erweitert. Für die gestiegenen Anforderungen zu klein geworden, wurde 1937 dieser Anbau teilweise entfernt und um die Westseite erweitert.
Die Mühle wurde seit den 1990er Jahren nicht mehr funktional genutzt. Für das unter Denkmalschutz stehende Gebäude wurde 2019 der Abriss beschlossen und zwischen November 2019 und Februar 2020 vollzogen.